# Jacqueline Kahanoff
Jacqueline Shohet Kahanoff (en hébreu : ז'קלין כהנוב) (1917-1979) est une romancière, essayiste et journaliste israélienne, née en Égypte. Elle écrit en anglais, même si elle est surtout connue pour une série d'essais, Une Génération de Levantins, qui est publiée en Israël, dans une traduction en hébreu, en 1959. Elle y expose sa notion de « Levantinisme », un modèle social de coexistence tiré de ses souvenirs d'enfance dans la société cosmopolite égyptienne de l'entre-deux-guerres.

## Biographie
Jacqueline Shohet est née en mai 1917 au Caire et a grandi à Alexandrie. Son père, Joseph Shohet, est un Juif irakien venu enfant en Égypte, tandis que sa mère, Yvonne Chemla, est née en Égypte, de parents tunisien juifs. La famille de sa mère a fondé le grand magasin Chemla Frères. Jacqueline Shohet parlait plusieurs dialectes arabes, le français, l'anglais, l'hébreu, le turc et l'italien.
En 1940, Jacqueline Shohet est allée vivre aux États-unis avec son premier mari, Izzy Margoliash. Après son divorce, elle s'installe à New York où elle obtient un diplôme en journalisme de l'université Columbia. Elle est revenue en Égypte puis s'est rendue à Paris, où elle a épousé Alexandre Kahanoff en 1952. Deux ans plus tard, ils ont déménagé en Israël, se sont d'abord installés à Beer-Sheva, puis dans les faubourgs de Tel-Aviv. Elle a travaillé en Israël comme correspondante étrangère pour des publications américaines. Jacqueline Kahanoff est morte en octobre 1979.

### Écrivaine
Aux États-Unis, Kahanoff a commencé à publier des récits de fiction. Ses histoires “Cairo Wedding” (Tomorrow, 1945) et “Such is Rachel” (Atlantic monthly, 1946) sont les premières à paraître. En 1951, elle publie un roman, Jacob's Ladder, qui évoque la vie en  Égypte entre les deux guerres mondiales. Après son installation en Israël, elle se tourna vers le journalisme et des essais autobiographiques. Son article de 1958, “Réflexions d'une Juive levantine”, publié dans le journal américain Jewish Frontier attire l'attention de Nessim Rejwan, un écrivain juif irakien anglophone qui vit en Israël. Rejwan présente Kahanoff à Aharon Amir, qui venait de fonder un journal Keshet (Arc-en-ciel). Amir s’intéresse au travail de Kahanoff et publie un certain nombre de ses essais dans son journal, y compris les quatre parties du cycle “Générations de Levantins”, en 1959. Ces essais comprennent : “Enfance en Égypte”, “L'Europe vue de loin”, “Le Rebelle, mon frère,” et “Israël : Levant ambivalent”. Amir traduit également Kahanoff, de l'anglais en hébreu, même s'il n'est jamais crédité. À la fin de sa vie, Amir a aussi publié un recueil de ses essais les plus importants, sous le titre Mi mizrah shemesh (De l'Est du Soleil, 1978). Il existe à ce jour deux volumes posthumes de ses écrits Bein shnei ‘olamot (Entre deux mondes, 2005) et Bâtards ou Merveilles: Écrits levantins de Jacqueline Shohet Kahanoff (2011).

### Son idéal levantin
Jacqueline Shohet a grandi dans un milieu cosmopolite à une époque où l'Égypte accueillait volontiers des cultures et des religions diverses. Son œuvre tente de définir une identité "levantine", celle des habitants du Levant qui ont un pied dans la culture de leur pays et un autre dans la culture occidentale. Selon Deborah Starr, en raison de la fluidité de leur identité, de leur caractère non situable, non identifiable, les Levantins (ni arabes, ni européens ; ni musulmans, ni chrétiens, ni juifs) sont apparus comme vaguement inquiétants aux yeux des Européens. Ils ont été perçus comme une menace davantage encore en Israël aux yeux des sionistes ashkénazes, parce qu'ils tentaient de réunir ce que le sionisme avait opposé : l'Orient et l'Occident. Or voilà précisément ce que l'œuvre de Jacqueline Shohet Kahanoff veut promouvoir : le rapprochement des cultures. Toujours selon D. Starr, les juifs arabisés étaient considérés par leurs coreligionnaires européens avec mépris ; ceux parmi eux qui appartenaient à une élite instruite posaient le plus problème à l'establishment, parce qu'ils remettaient en question le projet sioniste.

### Son influence
L'œuvre de Kahanoff a influencé plusieurs générations d'Israéliens, Séfarades et Mizrahim. Signe de cette influence, Jacqueline Kahanoff apparaît comme personnage dans le roman de Ronit Matalon Ze ‘im ha-panim eleinu (Celui qui nous fait face), et deux de ses essais sont repris dans le roman. Le texte de Kahanoff "L'Europe vue de loin" sert également de base à la vidéo du même titre d'Eva Meyer et Eran Schaerf (2001). Ses écrits ont également été une source d'inspiration pour le Journal of Levantine Studies, qui a republié son essai "What about Levantinization?" dans son premier numéro.
Bien qu'elle ait écrit parfois en arabe et en hébreu, elle a évité le plus souvent de recourir dans son œuvre à ces deux langues qu'elle maîtrisait bien, parce qu'elles étaient associées aux nationalismes arabe et sioniste.

## Œuvre
- Jacob’s Ladder. London: Harvill Press, 1951. (L'échelle de Jacob, paru sous le nom de Jacqueline Shohet).
- Ramat-Hadassah-Szold: Youth Aliyah Screening and Classification Centre. Jerusalem: Publishing Dept. of the Jewish Agency at Goldberg's Press, 1960.
- Sipurim Afrikayim benei zmaneinu, éd. par Jacqueline Kahanoff. Tel Aviv: ‘Am Ha-sefer, 1963.
- Mi-mizrah shemesh. Tel Aviv: Hadar, 1978 (De l'Est du Soleil).
- Bein shenei ‘olamot, éd. par David Ohana. Jerusalem: Keter, 2005 (Entre deux mondes).
- Mongrels or Marvels: The Levantine Writings of Jacqueline Shohet Kahanoff, éd. par Deborah A. Starr et Sasson Somekh. Stanford: Stanford University Press, 2011. (Bâtards ou Merveilles: Écrits levantins)

### Études consacrées à l'auteur
- Ammiel Alcalay, Keys to the Garden: New Israeli Writing, p.18-39, présentation et extraits de textes de l'auteur, lire en ligne :
- Moshe Behar et Zvi Ben Dor-Benite, Modern Middle-Eastern Jewish Thought, 1893-1958, Brandeis University Press, Massachusetts, 2013, p.203-212, présentation et extraits de textes de l'auteur, lire en ligne :
- Hochberg, Gil Z.""Permanent Immigration": Jacqueline Kahanoff, Ronit Matalon, and the Impetus of Levantinism." boundary 2, vol. 31 no. 2, 2004, pp. 219-243. Project MUSE, muse.jhu.edu/article/171415.
- (en) David Ohana, « The Mediterranean Option in Israel: An Introduction to the Thought of Jacqueline Kahanoff », Mediterranean Historical Review, vol. 21, no 2,‎ 2006, p. 239–263 (ISSN 0951-8967 et 1743-940X, DOI 10.1080/09518960601030159, lire en ligne).
- Franck Salameh, The Other Middle East: An Anthology of Modern Levantine Literature, p.213-233, introduction et extraits de textes de J. Kahanoff, lire en ligne :
- (en) David Tal, « Jacqueline Kahanoff and the demise of the Levantine », Mediterranean Historical Review, vol. 32, no 2,‎ 3 juillet 2017, p. 237–254 (ISSN 0951-8967 et 1743-940X, DOI 10.1080/09518967.2017.1396765, lire en ligne).
- Joyce Zonana, « “She would rather be a Gaon than a Gaul”. Jacqueline Shohet Kahanoff’s Affirmation of Arab Jewish Identity in Jacob’s Ladder », Sephardic Horizons, 2018, lire en ligne